# Polybetes pythagoricus
Polybetes pythagoricus är en spindelart som först beskrevs av Holmberg 1875.  Polybetes pythagoricus ingår i släktet Polybetes och familjen jättekrabbspindlar. Inga underarter finns listade i Catalogue of Life.